# الحب الأول (مسلسل تركي)
الحب الأول (بالتركية: ilk aşk)؛ هو مسلسل تركي عرض على قناة FOX ، يوم الجمعة من 6 يوليو إلى سبتمبر من عام 2018.

## القصة
مسلسل كوميدي، يناقش حياة المراهقين في فترة الدراسة الثانوية، ترجع قصة مسلسل الحب الأول، صداقة بين أربع أولاد وبنت في المرحلة الثانوية، يوجد بينهم صداقة قوية وكبيرة، يقفون بجانب بعضهم، لكل واحد منهم عائلة وقصة خاصة به، تبدأ الأحداث حول فتاة اسمها (يبراك) تتأخر عن ميعاد امتحانها ويحاول أصدقاءها الأربعة تأخير أستاذها المسئول عن أمتحانها، تتقابل مع طالب جديد بالمدرسة اسمه (باريش)، ويتعارك مع يبراك وباقي أصدقائها الأربعة أهمهم (علي)، يصبح باريش كابتن فريق السلة بالمدرسة، ويحدث مشادة بينهم، ويبدأ الصراع بينهم خاصتا على صداقة (يبرك)، يعد المسلسل نسخة من فيلم تم أنتاجه عام 2017م بنفس الاسم والممثلين، قرر المنتج عمل منه مسلسلا يتحدث عن المراهقين بسبب حصوله على نسبة مشاهدة كبيرة، تم صدور أول حلقاته في 10 يوليو 2018م، يتحدث عن فترة المراهقة بين المراهقين، الدراسة الثانوية، العلاقات بين الطلاب، علاقات الحب والصداقة وأيهما أقوى .

## الابطال
- مروة – سوغديم جوزالير
- سنان – جيهان شيمشك
- اوغوز – جيمريهان كاراكاش
- جوكهان – سينا أوزير
- علي – أتاكان هوسغورن
- زيليش – دينيز أوزرمان
- يبراك – جوزده موتلور
- باريش – بوراك يوروك
- اسلام اكار
- أوميت إرديم
- بوسه نارجي
- مراد بارسايار – مدير المدرسة
- زينب أويمك
- مونيسه أوزلم أوزتورك

## روابط خارجية
- الحب الأول  في قاعدة بيانات الأفلام على الإنترنت (بالإنجليزية)